# Sunbather
Sunbather è il secondo album in studio del gruppo blackgaze statunitense Deafheaven, pubblicato l'11 giugno 2013 dall'etichetta Deathwish Inc.

## Concezione e registrazione
Nel settembre 2011 la band annuncia l'inizio della composizione di nuova musica, con il chitarrista Kerry McCoy che descrive il nuovo materiale come "più veloce, cupo, molto più pesante e sperimentale". D'altro canto, nel dicembre 2012, il cantante George Clarke descrive il nuovo materiale come meno melanconico e meno incentrato sul black metal, descrivendo un sound più "lussureggiante e rock, se non addirittura pop in alcuni aspetti".
Nel frattempo a causa di problemi finanziari e la vita in tour i Deafheaven tornano ad essere il duo originale composto dal cantante Goerge Clarke e dal chitarrista e bassista Kerry McCoy. Sunbather è stato interamente composto dal duo, a differenza del precedente Roads to Judah che è stato composto come quintetto. Dopo aver vagliato varie opzioni la band decide di rivolgersi al produttore Jack Shirley, il quale aveva già lavorato alle precedenti uscite del gruppo. La registrazione delle tracce di batteria viene affidata a Daniel Tracy, il quale poi si unirà alla band in pianta stabile.
Il titolo dell'album riflette l'idea di perfezione del cantante Clarke, dove rappresenta "un'esistenza opulenta, bellissima e perfetta, la quale è naturalmente irraggiungibile e la frustrazione di avere a che fare con quella realtà a causa delle proprie colpe, dei problemi relazionali, dei problemi famigliari, della morte, eccetera".
La traccia Please Remember vede la partecipazione di Stéphane "Neige" Paut degli Alcest, dove legge un passaggio da L'insostenibile leggerezza dell'essere di Milan Kundera.

## Accoglienza
| Recensione      | Giudizio |
| --------------- | -------- |
| AllMusic        |          |
| The A.V. Club   | A        |
| Clash           | 9/10     |
| Consequence     | A–       |
| Decibel         | 9/10     |
| Kerrang!        |          |
| Metacritic      | 92/100   |
| Metal Injection | 9/10     |
| Pitchfork       | 8,9/10   |
| PopMatters      | 9/10     |
| Rolling Stone   |          |
| Spin            | 8/10     |

Sunbather è stato accolto favorevolmente dalla critica. L'album ha ricevuto un punteggio di 92/100 su Metacritic basato su 18 recensioni ed è stato in seguito dichiarato il miglior album del 2013 in base alle recensioni.
Sunbather è il primo album dei Deafheaven a piazzarsi nelle classifiche della Billboard, raggiungendo la posizione numero 130 nella Billboard 200 e classificandosi al secondo posto nella Top Heatseekers.

## Tracce
Testi e musiche di George Clarke e Kerry McCoy.
1. Dream House – 9:15
2. Irresistible – 3:13
3. Sunbather – 10:17
4. Please Remember (feat. Stéphane "Neige" Paut) – 6:26
5. Vertigo – 14:37
6. Windows – 4:43
7. The Pecan Tree – 11:27

Bonus track nell'edizione giapponese
1. Punk Rock / Cody – 10:37 – cover dei Mogwai

## Formazione
Deafheaven
- George Clarke – voce, pianoforte
- Kerry McCoy – chitarra, basso
- Daniel Tracy – batteria

Altro personale
- Stéphane "Neige" Paut – spoken word in Please Remember

Produzione
- Jack Shirley – registrazione, produzione, editing, mixaggio, mastering
- Deafheaven – produzione

Copertina e design
- Ryan Aylsworth – fotografia
- Sara Mohr – modella
- Nick Steinhardt – direzione artistica, design

## Classifiche
| Classifica (2013)                | Posizione massima |
| -------------------------------- | ----------------- |
| Stati Uniti (Billboard 200)      | 130               |
| Stati Uniti (Top Heatseekers)    | 2                 |
| Stati Uniti (Top Rock Albums)    | 40                |
| Stati Uniti (Hard Rock Albums)   | 10                |
| Stati Uniti (Vinyl Albums)       | 5                 |
| Stati Uniti (Independent Albums) | 23                |
| Stati Uniti (Tastemakers Albums) | 18                |